# 朝倉伊八
朝倉 伊八（あさくら いはち、生没年不詳）は江戸時代の浮世絵版画の彫師。4代まで続いた。

## 略歴
初代朝倉伊八の作品として、文化8年（1811年）版の葛飾北斎画の読本『勢田橋龍女本地』（柳亭種彦作） 、文化11年（1814年）から天保4年（1833年）の刊行の柳川重信・渓斎英泉画の『南総里見八犬伝』1・6・8輯（曲亭馬琴作）などがある。
天保後期の歌川国芳の大判錦絵「禽獣図会 龍虎」、文久3年（1863年）刊行の3代目歌川豊国の大判100枚揃の錦絵『古今俳優似顔大全』は初代あるいは2代朝倉伊八の手になるものである。